# Клубов, Александр Фёдорович
Алекса́ндр Фёдорович Клу́бов (18 января 1918 — 1 ноября 1944) — советский ас, участник Великой Отечественной войны, лётчик-истребитель, дважды Герой Советского Союза.

## Биография
Родился 18 января 1918 года в деревне Яруново Вологодской губернии в семье крестьянина-бедняка. Отец Александра — Фёдор Михайлович — служил матросом на легендарном крейсере «Аврора» и был участником Октябрьской революции, однако в 1921 году в ходе проведения раскулачивания в деревне был убит местными кулаками.
По окончании семилетней школы Александр уехал в Ленинград. Там поступил в школу фабрично-заводского обучения завода «Большевик», которую закончил в 1934 году. С 1936 года — на карбюраторном заводе им. Куйбышева. Свободное время Александр проводил в аэроклубе, где и овладел мастерством пилота. В 1939 году Александр Клубов пошёл добровольцем в армию. Направлен командованием в Чугуевское военное авиационное училище лётчиков. На выпускных экзаменах большинство предметов он сдал на «отлично» и стал лётчиком-истребителем. После окончания училища в 1940 году был направлен в одну из авиационных частей, расположенных на юге, вблизи Кавказских гор.

## Боевой путь
Великая Отечественная война застигла младшего лейтенанта Клубова в Закавказье. В первом же воздушном бою 28 июля 1942 года он сбил вражеский самолёт. Воевал на устаревших И-153 «Чайка», И-15 бис и И-16. Вскоре на его счету было 3 сбитых вражеских самолёта. Но и его самого сбили. Во время аварийной посадки горящего самолёта было сильно обожжено лицо лётчика, следы ожогов остались. За мужество и отвагу Александр Клубов был награждён орденом Красного Знамени, а затем — орденом Отечественной войны I степени. За ним прочно укрепилась слава воздушного «аса».
В мае 1943 года Александр Клубов был направлен в эскадрилью Героя Советского Союза Александра Ивановича Покрышкина. Между двумя боевыми лётчиками завязалась крепкая дружба. Под руководством Покрышкина Клубов освоил истребитель Р-39 «Аэрокобра», на котором прошёл весь дальнейший боевой путь. Перенимая опыт своего учителя, Клубов выработал определённую манеру драться и в совершенстве овладел искусством манёвра. В самых ожесточенных схватках он умел навязать свою волю противнику. Александр Покрышкин, впоследствии трижды Герой Советского Союза, дал исчерпывающую характеристику боевому другу:
В Клубове жила настоящая душа истребителя. Меня радовала его манера драться. Он всегда искал боя.
За три месяца пребывания в 16-м гвардейском авиационном полку, (9-й гвардейской истребительной авиационной дивизии, 6-го гвардейского истребительного авиационного корпуса, 2-й воздушной армии), которым командовал А. И. Покрышкин, лётчик-истребитель Клубов участвовал в 28 воздушных боях и лично сбил десять самолётов противника. За это он был награждён орденом Красного Знамени и орденом Александра Невского.
Всего за годы войны лётчик-истребитель А. Ф. Клубов совершил 457 боевых вылетов. Лично сбил 31 самолёт противника и ещё 19 в группе.
14 апреля 1944 года указом Президиума Верховного Совета СССР А. Ф. Клубову было присвоено звание Героя Советского Союза.
Александр Клубов погиб 1 ноября 1944 года на одном из прифронтовых аэродромов (Lotnisko Stalowa Wola-Turbia; деревня Турбя, Польша), приземляясь после тренировочного полёта на новейшем истребителе Ла-7. Из-за бокового ветра его истребитель отклонился в сторону и выкатился за пределы полосы; колесо шасси попало в размытую дождём канаву, и самолёт скапотировал. При перевороте на спину истребитель левым бортом придавил голову пилота.
На момент гибели Клубов занимал должность помощника командира истребительного полка по воздушно-стрелковой службе. Спустя некоторое время гвардии капитан Клубов был посмертно награждён второй медалью «Золотая Звезда».
Похоронен 1 ноября 1944 года во Львове на Холме Славы.

«… …1 ноября весь полк потрясла трагическая гибель Героя Советского Союза капитана Александра Клубова. Отважный воздушный боец, сразивший 31 вражеский самолет лично и 19 в группе, сложил свою голову не в схватке с врагом, не в сражении, а на глазах товарищей во время облета новой машины. На посадке колесо попало в небольшую воронку, присыпанную на бетоне землей и размытую дождем. Истребитель скапотировал — и летчика придавило бортом кабины опрокинувшейся машины. Клубов умер на руках у своего учителя и командира, и эта нелепая утрата явилась как для Покрышкина, так и для всех нас глубоким личным горем. Хоронил Клубова весь полк. Моему звену было поручено пролететь над траурной процессией и дать прощальный салют. Выполнив горку, я, Жигалов, Березкин и Руденко дали троекратный залп. Возвратившись на аэродром, долго не могли прийти в себя, мы не скрывали своих слез и никак не могли, не хотели верить, что нет среди нас этого чудесного человека, отважного бойца.

Клубова похоронили в Тарнобжеге, затем его останки перезахоронены были во Львове, в сквере перед зданием университета, а потом перенесены на Холм Славы. Позже на его надмогильной плите камнерезу пришлось перед словами „Герой Советского Союза“ высечь слово „Дважды“: второй Золотой Звезды Александр Федорович Клубов был удостоен посмертно — через полтора месяца после окончания войны».— Сухов К. В. Эскадрилья ведет бой. — М.: ДОСААФ, 1983.
22 июня 2001 года, в 60-ю годовщину начала Великой Отечественной войны, по просьбе родственников прах А. Клубова был перезахоронен на Введенском воинском кладбище в Вологде.

## Награды
- дважды Герой Советского Союза (13.04.1944, 27.06.1945 — посмертно[7][8]);
- орден Ленина (13.04.1944)
- два ордена Красного Знамени (19.10.1942[9]; 4.11.1943[10]);
- орден Александра Невского (2.02.1944[11]);
- орден Отечественной войны 1-й степени (2.05.1943[12]);
- Медаль «За оборону Кавказа».

## Память

Бюст А. Ф. Клубова на Введенском кладбище в Вологде.

- 5 ноября 1949 года открыт памятник в селе Кубенском (скульптор Н. Л. Штамм)[13]. В зале боевой славы районного краеведческого музея (с. Кубенское) развёрнута экспозиция о А. Ф. Клубове.
- В честь 90-летия со дня рождения дважды Героя Советского Союза А. Ф. Клубова 18 января 2008 года в Вологде на улице Клубова торжественно открыта мемориальная доска на спортивном комплексе «СпортАрт».
- Имя А. Ф. Клубова занесено на стелу мемориального комплекса учебной авиационной бригады Харьковского национального университета Воздушных Сил Украины, дислоцированной на территории бывшего училища в Чугуеве.
- Имя дважды Героя советского Союза А. Ф. Клубова носят школа № 15 в Вологде[14] и военно-патриотический клуб в Санкт-Петербурге[15].
- Имя «Александр Клубов» присвоено пассажирскому теплоходу Сухонского речного пароходства, самолёту авиакомпании «Северсталь» (2016)[16], дальнему противолодочному самолёту Ту-142 ВВС Северного флота (аэродром Кипелово) в 2021 году[17].